# Comté de Dallas (Arkansas)
Pour les articles homonymes, voir Comté de Dallas.
Le comté de Dallas (en anglais : Dallas County) est un comté américain de l'État de l'Arkansas. Au recensement des États-Unis de 2010, il compte 8 116 habitants, ce qui en fait le quatrième comté le moins peuplé de l'État. Le siège de comté est Fordyce.

## Histoire
Établi le 1er janvier 1845, le comté de Dallas est nommé en l'honneur de George M. Dallas (1792-1864), 11e vice-président des États-Unis de 1845 à 1849 sous la présidence de James K. Polk. Ce dernier donne par ailleurs son nom à un autre comté de l'État, établi en 1844.
Lors de la fondation du comté de Dallas, George M. Dallas porte le titre de vice-président élu, puisqu'il entre en fonction le 4 mars 1845.

## Géographie
Le comté compte trois villes : Carthage (343 habitants en 2010), Fordyce (4 300 habitants en 2010, siège de comté) et Sparkman (427 habitants en 2010). Il compte également deux census-designated places (CDP) : Ivan et Princeton.

## Démographie
| 1850  | 1860  | 1870  | 1880  | 1890  | 1900   |
| ----- | ----- | ----- | ----- | ----- | ------ |
| 6 877 | 8 283 | 5 707 | 6 505 | 9 296 | 11 518 |

| 1910   | 1920   | 1930   | 1940   | 1950   | 1960   |
| ------ | ------ | ------ | ------ | ------ | ------ |
| 12 621 | 14 424 | 14 671 | 14 471 | 12 416 | 10 522 |

| 1970   | 1980   | 1990  | 2000  | 2010  | - |
| ------ | ------ | ----- | ----- | ----- | - |
| 10 022 | 10 515 | 9 614 | 9 210 | 8 116 | - |